# Château d'Harcourt (Eure)
Pour les articles homonymes, voir Château d'Harcourt.
Le château d'Harcourt est un ancien château fort, du XIIe siècle, qui se dresse sur le territoire de la commune française d'Harcourt dans le département de l'Eure, en région Normandie. Modèle d’architecture médiévale, cet édifice a conservé intacte une grande partie de sa structure initiale. Il est lié à la famille d'Harcourt, une famille de la noblesse française qui tirerait ses origines de Bernard le Danois. Il possède l'un des plus anciens arboretums de France, créé par Louis Gervais Delamarre, en 1802.
Le château est classé au titre des monuments historiques. Il a été restauré entre 1988 et 1990 par des bénévoles de l'association Chantiers Histoire et Architecture Médiévales.

## Localisation
Le château se situe sur le territoire de la commune d'Harcourt dans le centre-ouest du département français de l'Eure, entre Brionne et Le Neubourg. Il se situe au nord du bourg, au cœur de la région naturelle de la campagne du Neubourg, en bordure d'un vallon qui conduit vers une petite vallée sèche où serpente la voie verte Évreux - Le Bec-Hellouin,.
L'édifice fait partie d'une ligne de défense du duché de Normandie érigée le long de la Risle, comprenant notamment des châteaux de Montfort-sur-Risle, Brionne, Beaumont-le-Roger et Conches-en-Ouche. Le château est environné par un arboretum qui forme un écrin autour de lui.

## Historique

Blason de la famille d'Harcourt.

En 911, lorsque le chef viking Rollon reçoit, grâce au traité de Saint-Clair-sur-Epte, une partie des terres qui formeront le duché de Normandie, il commence dès 912 à attribuer des domaines à ses fidèles les plus loyaux. Parmi eux se trouve Bernard le Danois, récompensé pour ses exploits par d'importantes terres, incluant la seigneurie d'Harcourt,,.
Bernard le Danois apparaît comme le premier membre d'une lignée qui, un siècle plus tard, prendra le nom d'Harcourt avec Errand. Cependant, son lien de parenté avec les d'Harcourt reste incertain. Les premiers seigneurs d'Harcourt dont l'existence est confirmée sont Turketil et son fils Ansquetil, aux alentours de l’an mille.
Le tout premier château construit à Harcourt daterait du XIe siècle. Il devait être, comme les forteresses de l'époque, édifié en terre et en bois, et ceint d’une palissade et d’un fossé,,. Il serait l’œuvre d'Errand d'Harcourt compagnon du Conquérant.
Le second château, construit en pierre, est l’œuvre de Robert II d'Harcourt, compagnon de croisade de Richard Cœur de Lion. Il date de la seconde moitié du XIIe siècle. Une charte de l’abbaye du Bec-Hellouin le mentionne en 1173-1174 et une autre, de Notre-Dame-de-Barbery, date sa construction après 1175. Il s'agit d'un important donjon carré, élevé sur une motte isolée par un large fossé, avec basse-cour et qui s'accompagne d'une chapelle,,,.
Au XIIIe siècle, ce donjon est complété par un château de forme polygonale, à cinq tours rondes. La basse-cour, également de forme polygonale, est entourée d’une enceinte flanquée de douze tours à archères,. Ces modifications, très philippiennes dans le style, sont probablement l’œuvre de Jean Ier d'Harcourt. En 1272, Jean II d'Harcourt y reçoit le roi Philippe le Hardi.
En 1338, le roi de France Philippe VI de Valois érige la seigneurie d'Harcourt, alors propriété de Jean IV, en comté. Jean le Bon fera exécuter Jean V d'Harcourt le 5 avril 1356 à Rouen après son arrestation par le roi lors du banquet de Rouen. Jean V était mêlé aux complots du roi de Navarre, Charles II, et était présent lors de l'assassinat du connétable Charles de La Cerda. La veuve de Jean, avec ses huit enfants sont chassés de chez eux et tous leurs biens saisis. Son oncle, Geoffroy d'Harcourt, se révolte et s’allie à nouveau avec Édouard III à qui il lègue son domaine de Saint-Sauveur-le-Vicomte à sa mort en novembre 1356.
Jean VI rentré en grâce s'était vu restituer, vers 1358, par le dauphin, le futur Charles V le comté d'Harcourt ainsi que les terres saisies par son père Jean le Bon. À partir de 1364, et après avoir passé quatre ans en captivité à Londres où il avait servi d'otage contre la libération de Jean le Bon fait prisonnier à la bataille de Poitiers, Jean VI d'Harcourt, avec une grosse subvention royale, renforce la défense du château avec notamment la construction d'un châtelet d'entrée, conformément à l'ordonnance rendue par la roi Charles V, dont il était devenu le beau-frère.
Jean VII d'Harcourt, contemporain du roi Charles VI, mène au château une vie fastueuse. Il a à son service douze chevaliers, s'attache un maître de chapelle, une chorale, des musiciens, amasse une immense fortune, collectionnant l'or et l'argent, et fait de somptueux présents aux monastères. Mais le 25 octobre 1415, il est fait prisonnier à la bataille d'Azincourt, et son château est pris par les Anglais en mars 1418 lors de l'invasion de la Normandie par Henri V d'Angleterre. Ses biens sont alors donnés au duc de Clarence, Thomas de Lancastre, frère d'Henri V, puis à Thomas de Beaufort, oncle d'Henri V. En 1416, Marie d'Harcourt, fille aînée de Jean VII, épouse Antoine de Vaudémont, et revendiqua le comté d'Harcourt à la place de sa sœur cadette, Jeanne d'Harcourt épouse de François III de Rieux.
Fin août 1449, le siège est mis devant Harcourt, défendu par 140 soldats anglais.

« Le siège y fut près de huit jours
Et puis les engins si tirèrent
Si fort contre carneaulx et tours

Que les murs tout oultre percèrent »

— Vigiles de Charles VII.
Il faut attendre le 15 septembre 1449 pour que ces derniers en soient expulsés par les comtes de Dunois,, d'Eu et de Saint-Pol[réf. nécessaire] grâce à l'emploi de l'artillerie.
Au sortir de la guerre, le domaine revient à la famille de Rieux puis à partir de la seconde moitié du XVIe siècle à la puissante maison de Lorraine-Guise.
Entre 1589 et 1591, au cours des guerres de Religion, les troupes de la Ligue, avec le comte d'Harcourt, Charles de Lorraine, cousin d'Henri de Guise, retranchées dans le château d'Harcourt, subissent les assauts des troupes royales d’Henri III commandées par le duc de Montpensier, Henri de Montpensier, puis de celles d'Henri IV. Chaque camp prend par deux fois le château, alors fortement endommagé par l'artillerie.
Charles d'Harcourt rentre en grâce et épouse Catherine-Henriette de Bourbon, fille légitimée d'Henri IV et de Gabrielle d'Estrées.
Au XVIIe siècle, la forteresse perd tout intérêt militaire. En 1695, Marie-Françoise de Brancas, épouse du comte d'Harcourt, Alphonse de Lorraine, entreprend de la réaménager afin de la rendre plus habitable et de l'adapter au goût classique. Cette amie de Madame de Maintenon détruit trois côtés du château polygonal pour y installer un jardin d'agrément et ouvrir ainsi ses appartements à la lumière. Dans le même but, de grandes baies rectangulaires sont percées. Enfin, la disposition intérieure est revue,. Au XVIIIe siècle, ses seigneurs abandonnent le château.
Après la Révolution, le château, qui a échappé à la ruine, est mis en vente. En 1802, Louis-Gervais Delamarre, un avoué parisien, l'acquiert pour y créer un arboretum, composé d'essences rares, dont notamment deux cèdres du Liban.
À sa mort, en 1827, il lègue Harcourt à l'Académie royale d'agriculture, qui laisse un ouvrage dédié au château. Cette dernière cède par acte de donation le château et l'arboretum au département de l'Eure. Depuis le 1er janvier 2000, le conseil départemental de l'Eure en est le propriétaire.

## Description
Le château d'Harcourt se présente aujourd'hui sous la forme d'une vaste courtine extérieure, qui a conservé le tracé de la forteresse du XIIe siècle, et d'un château avec ses tours jumelles d'entrée et son donjon découronné et abaissé au niveau des toitures.

### Le château à ses origines
Au regard du site, il semble probable qu'à l'origine, le château d'Harcourt consistait, comme beaucoup d'autres châteaux du XIe siècle, en un ensemble fortifié en terre et en bois, avec une motte et une basse-cour, le tout entouré par des fossés,.
Le château du XIIe siècle comprenait : une motte ovale, baignée de douves intérieures autrefois inondées, sur laquelle se dressa le donjon roman, puis le château du XIVe siècle ; une basse-cour demi-circulaire, également entourée d'un profond et large fossé protégée par une palissade remplacée au XIVe siècle par l'enceinte flanquée de huit tours ; et enfin un deuxième rempart précédé d'un fossé, qui prolongeait la courtine de la basse-cour et enveloppait le château de ce côté,.

### La motte et le logis
L'édifice, tel qu'il est connu aujourd'hui, conserve probablement le tracé primitif de cet ensemble fortifié. En effet, la motte d'origine a certainement servi de base à la construction de la tour carrée romane du XIIe siècle qui succède aux constructions de bois. Puis, au XIIIe siècle, elle a fait l'objet d'une extension afin d'y accueillir le logis qui est venu s'accoler à la tour.
Le logis forme un polygone irrégulier composé du donjon carré au nord-ouest, d’un logis abritant l’escalier d’honneur, du châtelet d’entrée flanqué de deux hautes tours circulaires et de la tour sud-est avec latrines. Un puits, avec cage à écureuil et voûte décorée en bâtons brisés, décor typique du XIIe siècle, s’appuie sur le logis. Cette arcade n'est sans doute pas d'origine, mais plutôt un élément appartenant à un édifice religieux roman aujourd'hui détruit, remonté au château pour y apporter une touche décorative.
Au XVIIe siècle, le logis a perdu sa courtine orientale, le dernier étage de sa tour maîtresse, son chemin de ronde et ses mâchicoulis. En revanche, il a gagné une façade intérieure d'époque classique, de grandes baies et une cour d’honneur. Toutefois, l'apport de cette nouvelle façade a bousculé la structure de l'édifice et les deux parties, médiévale et classique, tendent à s'écarter dangereusement.
À l'extérieur, sur la terrasse qui permet d'accéder au château, un puits datant du XIIe siècle a été creusé à même la roche et profond de 70 mètres. Au XIVe siècle, on y a ajouté un rouet à cage d'écureuil pour sa manœuvre.
À l'intérieur, le logis comprend un escalier monumental du XVIIe siècle, formé de marches en pierre avec une rampe en ferronnerie, puis en bois.

### La basse-cour et l'enceinte

#### La basse-cour
À l’ouest du logis, s'ouvre une basse-cour semi-circulaire entourée par un large et profond fossé sec. Cet espace constituait le lieu de vie des soldats et des domestiques, mais pouvait également servir de refuge pour la population des environs. Il s’oppose à la haute cour (aujourd’hui disparue) qui était réservée aux habitants du logis,. On accédait à la basse-cour par deux portes, dont les tours jumelles forment châtelet. Une au nord, la porte Piquet, ruinée, et à l'opposé une au sud, assez bien conservée.
Aujourd'hui, la basse-cour ne comprend presque plus aucun bâtiment alors qu'elle en comptait plusieurs au Moyen Âge dont les logements pour les soldats, une chapelle, des écuries, des granges, des greniers, etc. Recouverte de pavés, elle faisait partie intégrante du dispositif défensif, à la façon d'une grande barbacane,. Ont a mis au jour également des galeries et des caves souterraines.

#### L'enceinte

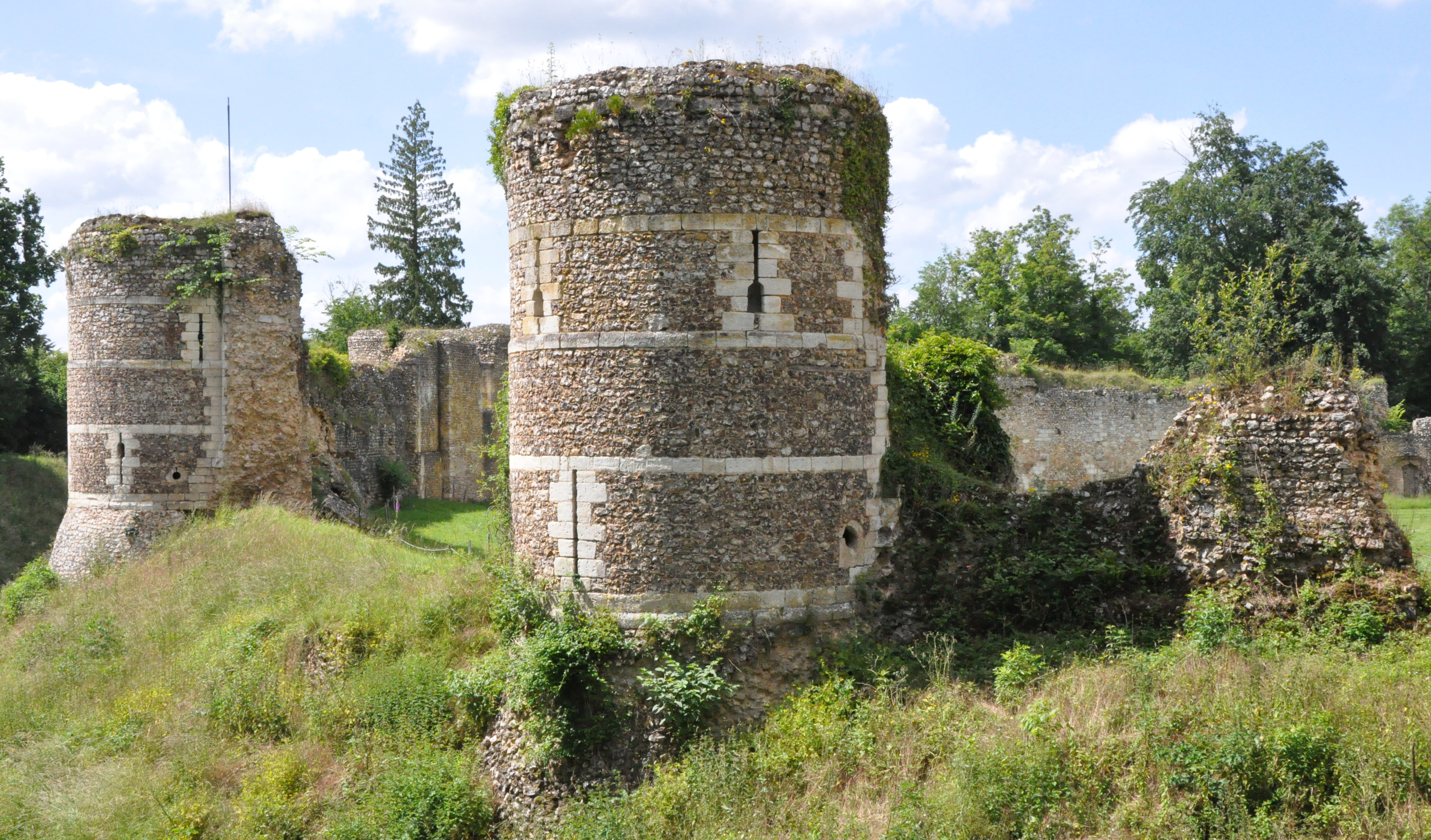
Tours de l'enceinte.

La basse-cour est protégée par une enceinte bâtie en silex avec chaînages en pierres calcaires. Cette enceinte, qui était surmontée d'un chemin de ronde et de mâchicoulis aujourd'hui disparus, comprenait douze tours car elle englobait également le logis,,. Il ne reste que cinq tours rondes dont la caractéristique est d'être évasées à leur base (ce qui permettait de faire ricocher les projectiles) et qui sont percées de meurtrières. Ces tours étaient autrefois surmontées de poivrières et se composaient de trois niveaux reliés les uns aux autres par un escalier intérieur,.

#### La porte Piquet
La porte nord de la basse-cour, dite porte Piquet, la plus ancienne, 
est en grande partie détruite. Des études archéologiques menées au début des années 2010 ont permis d'apporter des éléments sur cette partie du château.
Ainsi, cette porte, tournée vers le vallon sec, était défendue par une barbacane et de puissants fossés, le plus proche de cette dernière étant franchissable par un pont dormant. Elle était composée d’un couloir axial, de deux tours de flanquement, encadrées de courtines contre lesquelles étaient adossés des grands édifices,.
L'édifice a connu deux états successifs : le premier datant certainement de la fin du XIIe siècle ou de la première moitié du XIIIe siècle ; le second datant probablement de la fin du XIIIe ou du XIVe siècle. Un incendie suivi d'une importante démolition expliquerait le passage du premier au second état.
Composés d'une architecture globalement identique, ces deux états présentent certaines différences : passage d’un mortier jaune à un mortier orange, modification de l’épaisseur de certains murs, probable augmentation de la taille des tours, ajout d’un pavage de silex dans le couloir, d’une cheminée (bâtiment est), d’enduits muraux en plâtre (bâtiment ouest), et d’un emmarchement sous une archère (tour est). Le passage entre les deux tours est réduit par la mise en place d’un épais mur, puis définitivement condamné par des pierres en vrac, liées de torchis.
Il demeure, dans le fossé de la haute-cour, les pans subsistants du glacis de la contrescarpe, les restes d’une hypothétique tour dans l’angle nord-est de la basse-cour et les ruines d’un mur ou d’un glacis appuyé contre le talus séparant le fossé de la haute-cour de celui de la basse-cour.

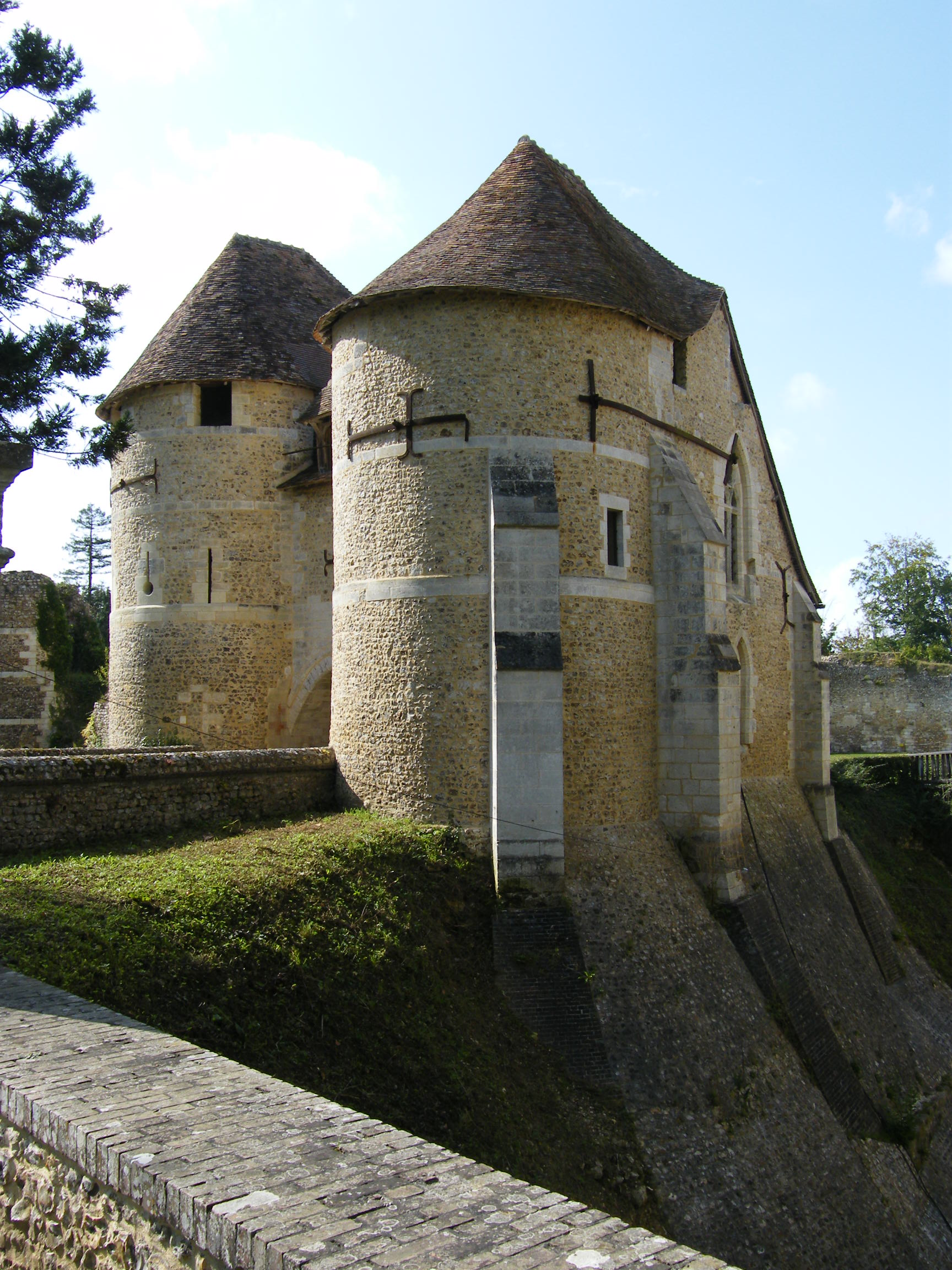
Le châtelet.

#### Le châtelet ou la porte du sud
Le châtelet du château d'Harcourt, autrefois crénelé, et sa porte gothique donnant accès au croissant fortifié, est le résultat de quatre phases de construction et de modification entre le XIIIe et le début du XVIIIe siècle.
- À la fin du XIIIe siècle on construit la porte, encadrée par deux tours circulaires, percées d'archères dont certaines sont encore visibles à ce jour, et précédé d'un pont-levis qui a été remplacé par une chaussée.

- À la fin du XIIIe ou au début du XIVe siècle on accole à la porte un bâtiment rectangulaire, faisant ainsi de l'ensemble, un châtelet. Le bâtiment se compose de deux salles et d'un couloir de 14 mètres défendu par au moins deux archères. Il était également équipé de deux herses et d'un assommoir, créant ainsi un système de sas. La salle du premier étage, qui occupe une surface de 73,50 m2, est pourvue d’une grande cheminée et d’une charpente voûtée, et s'éclaire par une fenêtre gothique à deux lancettes et oculus. Elle servait de chambre des comptes, siège de la haute et basse justice du comté d'Harcourt[10].

- Au XVe siècle ont réaménage l'intérieur. Cette phase se caractérise par la disparition des principaux éléments défensifs : abaissement du niveau de circulation d’environ 1 m au rez-de-chaussée, obturation des archères de la salle ouest, suppression des dispositifs de fermeture et de l’assommoir. Par ailleurs, les murs sont refaits et un nouvel escalier est installé.

- À la fin du XVIIe, début XVIIIe siècle, on transforme l’édifice sous l'égide de Marie-Françoise de Brancas qui entreprend d'importantes modifications. Ainsi, le mur gouttereau nord avec son escalier, détruit ou effondré, est reconstruit, mais seulement jusqu’au sol de l’étage. Une toiture asymétrique à deux versants est donc mise en place. Un escalier droit en bois est construit dans la salle ouest contre le mur pignon occidental.

## Protection
Le château est classé au titre des monuments historiques par la liste de 1862.